# L'Enfant d'Édouard
L'Enfant d'Édouard est un roman de François-Olivier Rousseau publié le 15 septembre 1981 au Mercure de France et ayant reçu la même année le prix Médicis.

## Éditions
- L'Enfant d'Édouard, Mercure de France, 1981  (ISBN 2715212461).